# Nick Ball (boxeador)
Nick Ball  (nacido el 28 de febrero de 1997) es un boxeador profesional inglés. Desde junio de 2024, ha sido campeón de peso pluma de la Asociación Mundial de Boxeo (AMB). Anteriormente, tuvo el título de Plata del Consejo Mundial de Boxeo (CMB) en peso pluma desde 2022 hasta 2023.

## Carrera profesional

### Ball vs. Vargas
Ball comenzó su carrera profesional en 2017 y acumuló un récord de 19-0 antes de enfrentarse al campeón de peso pluma del CMB, Rey Vargas. La pelea terminó en un controvertido empate dividido, con Vargas reteniendo su título, aunque muchas personas creían que Ball había hecho lo suficiente para ganar la pelea.

### Ball vs. Ford
Ball desafió a Raymond Ford por el título de peso pluma de la AMB el 1 de junio de 2024 en Riad, Arabia Saudita. Ball derrotó a Ford por decisión dividida (113-115, 115-113, 115-113) y se convirtió en campeón.

## Registro Profesional de Boxeo
| No. | Resultado | Registro | Oponente              | Tipo | Ronda, tiempo | Fecha                    | Ubicación                                         | Notas                                                                |
| --- | --------- | -------- | --------------------- | ---- | ------------- | ------------------------ | ------------------------------------------------- | -------------------------------------------------------------------- |
| 21  | Victoria  | 20–0–1   | Raymond Ford          | SD   | 12            | 1 de junio de 2024       | Kingdom Arena, Riad, Arabia Saudita               | Ganó el título de peso pluma de la Asociación Mundial de Boxeo (AMB) |
| 20  | Empate    | 19–0–1   | Rey Vargas            | SD   | 12            | 8 de marzo de 2024       | Kingdom Arena, Riad, Arabia Saudita               | Por el título de peso pluma del Consejo Mundial de Boxeo (CMB)       |
| 19  | Victoria  | 19–0     | Isaac Dogboe          | UD   | 12            | 18 de noviembre de 2023  | Manchester Arena, Mánchester, Inglaterra          | Retuvo el título de peso pluma Plata del CMB                         |
| 18  | Victoria  | 18–0     | Ludumo Lamati         | TKO  | 12 (12), 2:15 | 27 de mayo de 2023       | SSE Arena, Belfast, Irlanda del Norte             | Retuvo el título de peso pluma Plata del CMB                         |
| 17  | Victoria  | 17–0     | Jesús Ramírez Rubio   | TKO  | 1 (12), 1:48  | 11 de noviembre de 2022  | York Hall, Londres, Inglaterra                    | Retuvo el título de peso pluma Plata del CMB                         |
| 16  | Victoria  | 16–0     | Nathanael Kakololo    | TKO  | 12 (12), 1:27 | 16 de julio de 2022      | Copper Box Arena, Londres, Inglaterra             | Retuvo el título de peso pluma Plata del CMB                         |
| 15  | Victoria  | 15–0     | Isaac Lowe            | TKO  | 6 (12), 1:45  | 23 de abril de 2022      | Estadio Wembley, Londres, Inglaterra              | Ganó el título vacante de peso pluma Plata del CMB                   |
| 14  | Victoria  | 14–0     | Piotr Gudel           | TKO  | 1 (8), 0:36   | 9 de octubre de 2021     | Utilita Arena, Birmingham, Inglaterra             |                                                                      |
| 13  | Victoria  | 13–0     | Jerome Campbell       | PTS  | 8             | 31 de julio de 2020      | Estudio BT Sport, Londres, Inglaterra             |                                                                      |
| 12  | Victoria  | 12–0     | Ivan Godor            | RTD  | 1 (6), 3:00   | 28 de febrero de 2020    | Grand Central Hall, Liverpool, Inglaterra         |                                                                      |
| 11  | Victoria  | 11–0     | Johnson Tellez        | TKO  | 2 (4), 2:45   | 18 de noviembre de 2019  | Hilton Hotel, Londres, Inglaterra                 |                                                                      |
| 10  | Victoria  | 10–0     | Abdon Cesar           | PTS  | 6             | 21 de septiembre de 2019 | Greenbank Sports Academy, Liverpool, Inglaterra   |                                                                      |
| 9   | Victoria  | 9–0      | Michael Isaac Carrero | TKO  | 3 (6), 0:43   | 4 de mayo de 2019        | Greenbank Sports Academy, Liverpool, Inglaterra   |                                                                      |
| 8   | Victoria  | 8–0      | Reynaldo Cajina       | KO   | 2 (4), 1:37   | 2 de marzo de 2019       | Greenbank Sports Academy, Liverpool, Inglaterra   |                                                                      |
| 7   | Victoria  | 7–0      | Joe Ducker            | TKO  | 2 (6), 1:55   | 27 de noviembre de 2018  | Grand Central Hall, Liverpool, Inglaterra         |                                                                      |
| 6   | Victoria  | 6–0      | Brian Phillips        | TKO  | 2 (8), 2:30   | 21 de julio de 2018      | Greenbank Sports Academy, Liverpool, Inglaterra   | La esquina de Phillips tiró la toalla.                               |
| 5   | Victoria  | 5–0      | Innocent Anyanwu      | PTS  | 4             | 2 de marzo de 2018       | Bowlers Exhibition Centre, Mánchester, Inglaterra |                                                                      |
| 4   | Victoria  | 4–0      | Antonio Horvatic      | PTS  | 4             | 4 de noviembre de 2017   | Bowlers Exhibition Centre, Mánchester, Inglaterra |                                                                      |
| 3   | Victoria  | 3–0      | Luke Fash             | PTS  | 4             | 29 de septiembre de 2017 | Bowlers Exhibition Centre, Mánchester, Inglaterra |                                                                      |
| 2   | Victoria  | 2–0      | Jamie Quinn           | PTS  | 4             | 29 de julio de 2017      | Bowlers Exhibition Centre, Mánchester, Inglaterra |                                                                      |
| 1   | Victoria  | 1–0      | Dmitrijs Gutmans      | PTS  | 4             | 30 de junio de 2017      | Fusion Nightclub, Liverpool, Inglaterra           |                                                                      |